# Idaea rusicadaria
Idaea rusicadaria là một loài bướm đêm trong họ Geometridae.